# Temporada 1972-73 de los Philadelphia 76ers
La temporada 1972-73 fue la vigésimo cuarta de los Philadelphia 76ers en la NBA, y la décima en Filadelfia, Pensilvania, tras haber jugado hasta entonces en Syracuse bajo el nombre de Syracuse Nationals. La temporada regular acabó con 9 victorias y 73 derrotas, el peor balance de la historia de la NBA hasta que fue superado en 2012 por los Charlotte Bobcats, ocupando el octavo puesto de la conferencia Este, no logrando clasificarse para los playoffs.

## Elecciones en elDraft
| Ronda | Puesto | Jugador      | Posición | Nacionalidad   | Universidad  |
| ----- | ------ | ------------ | -------- | -------------- | ------------ |
| 1     | 5      | Freddie Boyd | Base     | Estados Unidos | Oregon State |

## Temporada regular
| División Atlántico | División Atlántico | División Atlántico | División Atlántico | División Atlántico | División Atlántico | División Atlántico | División Atlántico | División Atlántico |
| Equipo             | G                  | P                  | %                  | PD                 | Casa               | Fuera              | Neutral            | Div                |
| ------------------ | ------------------ | ------------------ | ------------------ | ------------------ | ------------------ | ------------------ | ------------------ | ------------------ |
| y-Boston Celtics   | 68                 | 14                 | .829               | –                  | 33–6               | 32–8               | 3–0                | 18–4               |
| x-New York Knicks  | 57                 | 25                 | .695               | 11                 | 35–6               | 21–18              | 1–1                | 16–6               |
| Buffalo Braves     | 21                 | 61                 | .256               | 47                 | 14–27              | 6–31               | 1–3                | 8–14               |
| Philadelphia 76ers | 9                  | 73                 | .110               | 59                 | 5–26               | 2–36               | 2–11               | 2–20               |

## Estadísticas
| Rk | Jugador          | Edad | P  | PT | MP   | TC  | TCI  | %TC  | TL  | TLI | %TL  | RB   | AS  | FP  | PTS  |
| -- | ---------------- | ---- | -- | -- | ---- | --- | ---- | ---- | --- | --- | ---- | ---- | --- | --- | ---- |
| 1  | Bill Bridges     | 33   | 10 |    | 37.6 | 4.7 | 12.5 | .376 | 4.6 | 6.5 | .708 | 12.2 | 2.3 | 3.5 | 14.0 |
| 2  | Fred Carter      | 27   | 81 |    | 37.0 | 8.4 | 19.9 | .421 | 3.2 | 4.5 | .704 | 6.0  | 4.3 | 3.1 | 20.0 |
| 3  | Leroy Ellis      | 32   | 69 |    | 35.4 | 5.9 | 13.5 | .441 | 1.8 | 2.3 | .801 | 10.8 | 2.0 | 2.7 | 13.7 |
| 4  | Tom Van Arsdale  | 29   | 30 |    | 34.3 | 6.5 | 16.5 | .393 | 4.7 | 5.6 | .833 | 6.2  | 2.1 | 3.4 | 17.7 |
| 5  | John Block       | 28   | 48 |    | 32.5 | 6.5 | 14.7 | .441 | 4.9 | 6.3 | .781 | 9.2  | 2.0 | 3.6 | 17.9 |
| 6  | Manny Leaks      | 27   | 82 |    | 30.9 | 4.6 | 11.4 | .404 | 1.8 | 2.4 | .720 | 8.3  | 1.2 | 2.3 | 11.0 |
| 7  | Kevin Loughery   | 32   | 32 |    | 29.8 | 5.3 | 13.3 | .396 | 3.3 | 4.1 | .823 | 3.5  | 4.6 | 3.3 | 13.9 |
| 8  | Freddie Boyd     | 22   | 82 |    | 28.7 | 4.4 | 11.3 | .392 | 1.7 | 2.4 | .680 | 2.6  | 3.7 | 2.2 | 10.5 |
| 9  | Don May          | 27   | 26 |    | 23.2 | 4.9 | 11.2 | .441 | 2.0 | 2.4 | .855 | 5.5  | 1.7 | 3.1 | 11.9 |
| 10 | Hal Greer        | 36   | 38 |    | 22.3 | 2.4 | 6.1  | .392 | 0.8 | 1.0 | .821 | 2.8  | 2.9 | 2.0 | 5.6  |
| 11 | John Trapp       | 27   | 39 |    | 21.9 | 4.3 | 10.5 | .412 | 2.1 | 2.9 | .741 | 4.8  | 1.2 | 3.6 | 10.7 |
| 12 | Jeff Halliburton | 23   | 31 |    | 17.7 | 3.9 | 9.0  | .436 | 1.6 | 2.1 | .758 | 2.6  | 2.2 | 2.5 | 9.5  |
| 13 | Dale Schlueter   | 27   | 78 |    | 14.6 | 2.1 | 4.1  | .524 | 1.1 | 1.6 | .699 | 4.5  | 1.3 | 2.1 | 5.4  |
| 14 | Mike Price       | 24   | 57 |    | 13.2 | 2.2 | 5.3  | .415 | 0.7 | 0.8 | .809 | 2.1  | 1.2 | 1.9 | 5.1  |
| 15 | Dave Sorenson    | 24   | 48 |    | 13.0 | 2.4 | 5.2  | .456 | 1.2 | 1.6 | .747 | 3.6  | 0.6 | 1.9 | 5.9  |
| 16 | Dennis Awtrey    | 24   | 3  |    | 12.3 | 1.0 | 2.3  | .429 | 0.3 | 1.3 | .250 | 4.7  | 0.7 | 2.7 | 2.3  |
| 17 | Mel Counts       | 31   | 7  |    | 6.7  | 0.7 | 2.3  | .313 | 0.0 | 0.0 |      | 2.3  | 0.4 | 1.1 | 1.4  |
| 18 | Luther Green     | 26   | 5  |    | 6.4  | 0.0 | 2.2  | .000 | 0.6 | 1.8 | .333 | 0.6  | 0.0 | 0.6 | 0.6  |
| 19 | Bob Rule         | 28   | 3  |    | 4.0  | 0.0 | 0.3  | .000 | 0.0 | 0.0 |      | 0.7  | 0.3 | 0.7 | 0.0  |

## Galardones y récords
| Jugador    | Galardón                            |
| Fred Boyd  | Mejor quinteto de rookies de la NBA |
| John Block | All-Star                            |